# Erigonoplus minaretifer
Erigonoplus minaretifer är en spindelart som beskrevs av Kirill Yeskov 1986. Erigonoplus minaretifer ingår i släktet Erigonoplus och familjen täckvävarspindlar. Inga underarter finns listade i Catalogue of Life.